# Presses universitaires de Louvain
Pour les articles homonymes, voir PUL.
Ne doit pas être confondu avec Leuven University Press.
Créées à l'occasion du 575e anniversaire de l'Université de Louvain en Belgique en 2000, les Presses universitaires de Louvain (PUL) publient 50 ouvrages par an[source secondaire nécessaire], et comptent au catalogue à ce jour[Quand ?] près de 950 titres.
Au sein de l'UCLouvain, elles font partie de l'Administration des relations extérieures et de la communication (AREC).
Les PUL sont associées avec la librairie en ligne de documents scientifiques i6doc de la coopérative Ciaco. Seule la collection « Religio » est accessible gratuitement.

## Activités
Elles publient également actuellement trois revues (disponibles sur la plateforme OJS de l'UCLouvain) :
- Émulations : Revue des jeunes chercheurs en sciences sociales
- La Revue internationale Henry Bauchau
- Mnemosyne

Les PUL sont membres de l'Association of European University Presses (AEUP) et de l'Association des éditeurs belges.